# 漳州北站
漳州北站，原名漳州站，位于福建省漳州市芗城区，建于1956年。1958年，漳州站投入使用。距漳州东站11公里。现为货运三等站。客运办理旅客乘降、行李包裹托运，货运办理整车货物发到。2005年1月1日，漳州站停止办理客运，只办理货运。2011年因龙厦铁路漳州站启用而更名为漳州北站。